# کوکولوبا
کوکولوبا (نام علمی: Coccoloba) نام یک سرده از تیره هفت‌بندیان است.